# کیم (فیلم ۱۹۵۰)
کیم (به انگلیسی: Kim) یک فیلم ماجراجویی آمریکایی تکنی‌کالر محصول سال ۱۹۵۰ کمپانی مترو گلدوین مایر است. این فیلم توسط ویکتور ساویل و بر اساس فیلمنامه‌ای از هلن دویچ، لئون گوردون و ریچارد شایر بر اساس رمان کلاسیک سال ۱۹۰۱ به همین نام اثر رودیارد کیپلینگ کارگردانی شد. تهیه‌کننده آن نیز لئون گوردون بود.

## تولید
این فیلم در راجستان و اوتار پرادش، هند فیلمبرداری شد. برخی از بخش‌های آن در اوتاراکند کنونی و همچنین تپه‌های آلاباما در نزدیکی لون پاین، کالیفرنیا فیلم‌برداری شد که به دلیل شباهت آن به تنگه خیبر است.

## باکس آفیس
این فیلم در باکس آفیس موفق بود، فیلم ۲٫۸۹۶٫۰۰۰ دلار در ایالات متحده و کانادا و ۲٫۴۶۵٫۰۰۰ دلار در خارج از کشور به دست آورد که آن را به یکی از محبوب‌ترین فیلم‌های استودیو در سال تبدیل کرد. این یکی از محبوب‌ترین فیلم‌های باکس آفیس فرانسه در سال ۱۹۵۱ بود. و سود کلی آن ۱٫۰۶۴٫۰۰۰ دلار بود.